# Nizozemsko na Letních olympijských hrách 2004
Nizozemsko na Letních olympijských hrách 2004 reprezentovala výprava 210 sportovců, z toho 134 mužů a 76 žen v 22 sportech.

## Medailisté
| Medaile | Jméno | Sport         | Disciplína                               |
| ------- | --- | ------------- | ---------------------------------------- |
| Zlato   | Leontien van Moorselová | Cyklistika    | Ženy časovka jednotlivců                 |
| Zlato   | Anky van Grunsvenová | Jezdectví     | Drezura – jednotlivci                    |
| Zlato   | Pieter van den Hoogenband | Plavání       | Muži 100 m volný způsob                  |
| Zlato   | Inge de Bruijnová | Plavání       | Ženy 50 m volný způsob                   |
| Stříbro | Mia Audina | Badminton     | Ženy dvouhra                             |
| Stříbro | Theo Bos | Cyklistika    | Muži sprint                              |
| Stříbro | Minke Booij Ageeth Boomgaardt Chantal de Bruijn Lisanne de Roever Mijntje Donners Sylvia Karres Fatima Moreira de Melo Eefke Mulder Maartje Scheepstra Janneke Schopman Clarinda Sinnige Minke Smabers Jiske Snoeks Macha van der Vaart Miek van Geenhuizen Lieve van Kessel | Pozemní hokej | Turnaj žen                               |
| Stříbro | Guus Vogels Geert-Jan Derikx Erik Jazet Rob Derikx Floris Evers Sander van der Weide Taeke Taekema Marten Eikelboom Jeroen Delmee Klaas Veering Teun de Nooijer Karel Klaver Rob Reckers Matthijs Brouwer Jesse Mahieu                                                       | Pozemní hokej | Turnaj mužů                              |
| Stříbro | Edith Boschová | Judo          | Ženy 70 kg                               |
| Stříbro | Michiel Bartman Chun Wei Cheung Geert-Jan Derksen Gerritjan Eggenkamp Jan-Willem Gabriëls Daniël Mensch Diederik Simon Matthijs Vellenga Gijs Vermeulen | Veslování     | Muži osmiveslice                         |
| Stříbro | Pieter van den Hoogenband | Plavání       | Muži 200 m volný způsob                  |
| Stříbro | Johan Kenkhuis Pieter van den Hoogenband Mark Veens Mitja Zastrow Klaas-Erik Zwering | Plavání       | Muži štafeta 4 x 100 m volný způsob      |
| Stříbro | Inge de Bruijnová | Plavání       | Ženy 100 m volný způsob                  |
| Bronz   | Bart Brentjens | Cyklistika    | Muži cross-country                       |
| Bronz   | Leontien van Moorselová | Cyklistika    | Ženy stíhací závod (jednotlivkyně)       |
| Bronz   | Mark Huizinga | Judo          | Muži 90 kg                               |
| Bronz   | Dennis van der Geest | Judo          | Muži +100 kg                             |
| Bronz   | Deborah Gravenstijnová | Judo          | Ženy 57 kg                               |
| Bronz   | Annemiek de Haan Hurnet Dekkers Nienke Hommes Sarah Siegelaar Marlies Smulders Helen Tanger Annemarieke van Rumpt Froukje Wegman Ester Workel | Veslování     | Ženy osmiveslice                         |
| Bronz   | Kirsten van der Kolk Marit van Eupen | Veslování     | Ženy dvojka bez kormidelníka lehkých vah |
| Bronz   | Inge de Bruijnová | Plavání       | Ženy 100 m motýlek                       |
| Bronz   | Inge de Bruijnová Inge Dekker Chantal Groot Annabel Kosten Marleen Veldhuis | Plavání       | Ženy štafeta 4 x 100 m volný způsob      |